# Miguel Zerolo Aguilar
Miguel Zerolo Aguilar (* 26. Februar 1957 in Santa Cruz de Tenerife) ist ein spanischer Politiker der Coalición Canaria (CC). Er war Senator für die Kanarischen Inseln, von 1995 bis 2011 Bürgermeister von Santa Cruz de Tenerife und von 2003 bis 2011 Abgeordneter für Teneriffa im Parlament der Kanarischen Inseln.
Während seiner Amtszeit als Bürgermeister war er in einen Immobilienskandal um Grundstücke am Playa de Las Teresitas verwickelt, bei dem hohe zweistellige Millionenbeträge auf Kosten der Gemeinde sowie privater Grundstückseigentümer beiseitegeschafft wurden. Dafür wurde er im April 2017 zu sieben Jahren Haft sowie gemeinsam mit anderen Angeklagten zur Rückzahlung von über 60 Millionen Euro an die Stadt Santa Cruz verurteilt. Er legte gegen dieses Urteil Einspruch beim Obersten Gerichtshof ein. Während die Ankläger davon ausgehen, dass das Geld ins Ausland geschafft wurde, behauptete Zerolo 2017, völlig mittellos zu sein. Am 1. April 2019 trat Miguel Zerolo Aguilar schließlich ins Gefängnis.